# Пузиково (Смоленская область)
Пузиково — деревня в Холм-Жирковском районе Смоленской области России. Входит в состав Лехминского сельского поселения. Население — 37 жителей (2007 год).
Расположена в северной части области в 6 км к северо-западу от Холм-Жирковского, в 42 км севернее автодороги М1 «Беларусь», на берегу реки Лемна. В 9 км западнее деревни расположена железнодорожная станция Канютино на линии Дурово — Владимирский Тупик.

## История
Известна как минимум с 1666г., упомянута в переписной книге Вяземского уезду письма и меры Артемья Рчинова и подьячего Федора Леонтьева 174 и 175 годов дворцовым волостям (РГАДА ф.1209 оп.1 д.10808 стр.684):
"Пустошь Пузиково у речки Лемны на Смоленском рубеже.
Пашни паханые наездом середние земли четь с третником в пол, а в дву по тому ж.
Сена дватцеть копен. Лесу пашенного по речку Леменку и около пустоши три десятины, а непашенного тож.
Владеет деревни Троецкой крестьянин Малейко Никитин"
В годы Великой Отечественной войны деревня была оккупирована гитлеровскими войсками в октябре 1941 года, освобождена в марте 1943 года.